# AVA DoBro
AVA DoBro, también conocido como Avalon Willoughby West y por su dirección de 100 Willoughby, es un edificio residencial de 190 metros de altura en el centro de Brooklyn, en la ciudad de Nueva York (Estados Unidos). Tiene 826 unidades en 57 pisos. Como parte del desarrollo, se construyó una nueva entrada a la estación Jay Street – MetroTech del metro de la ciudad de Nueva York, incluido un ascensor.
Cuando alcanzó su punto máximo en julio de 2015, se convirtió en el edificio más alto de Brooklyn, superando a 388 Bridge Street por 10 m; hasta que fue pasado por The Hub pocos meses después.

## Galería

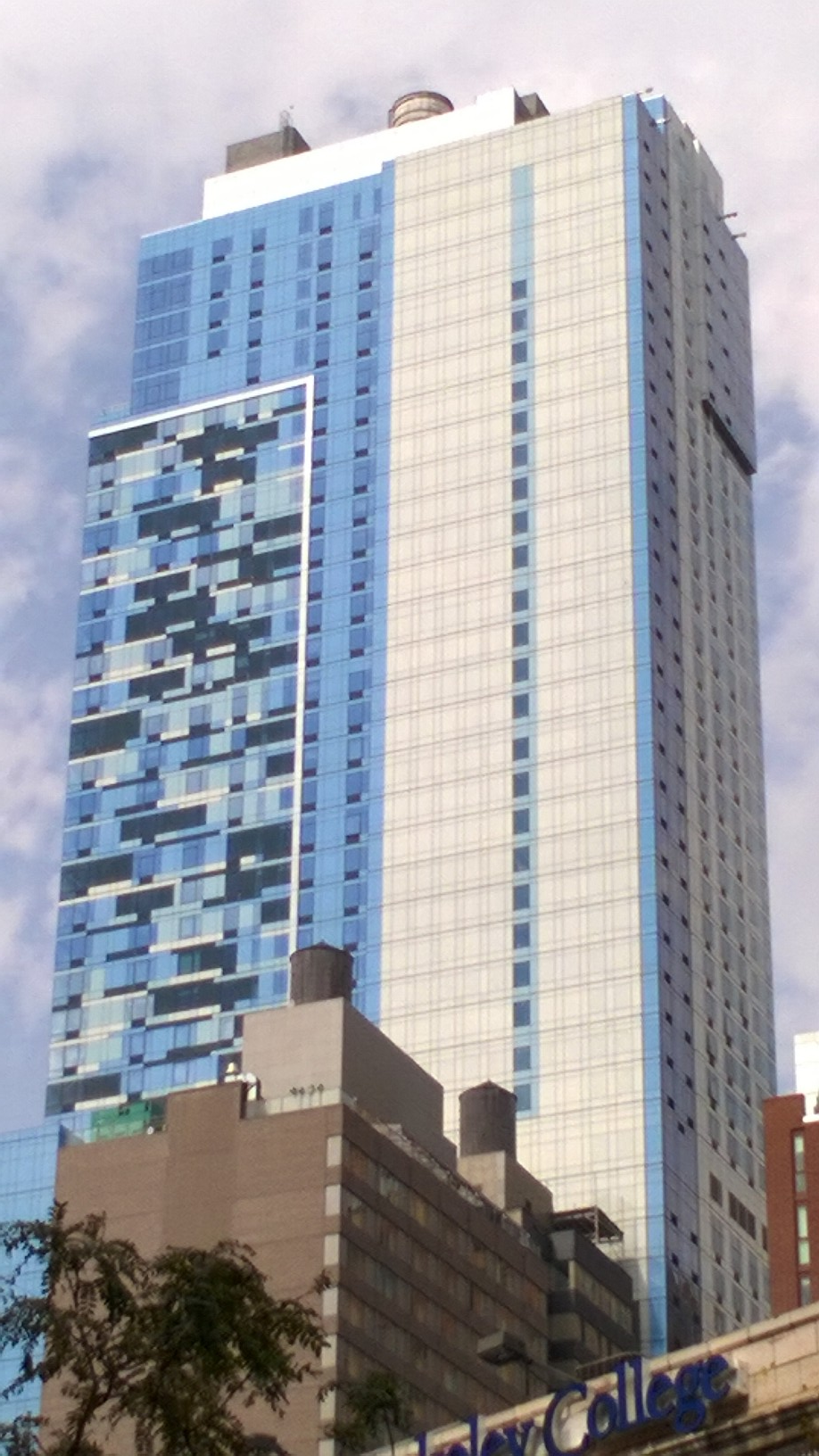
Fachada principal.
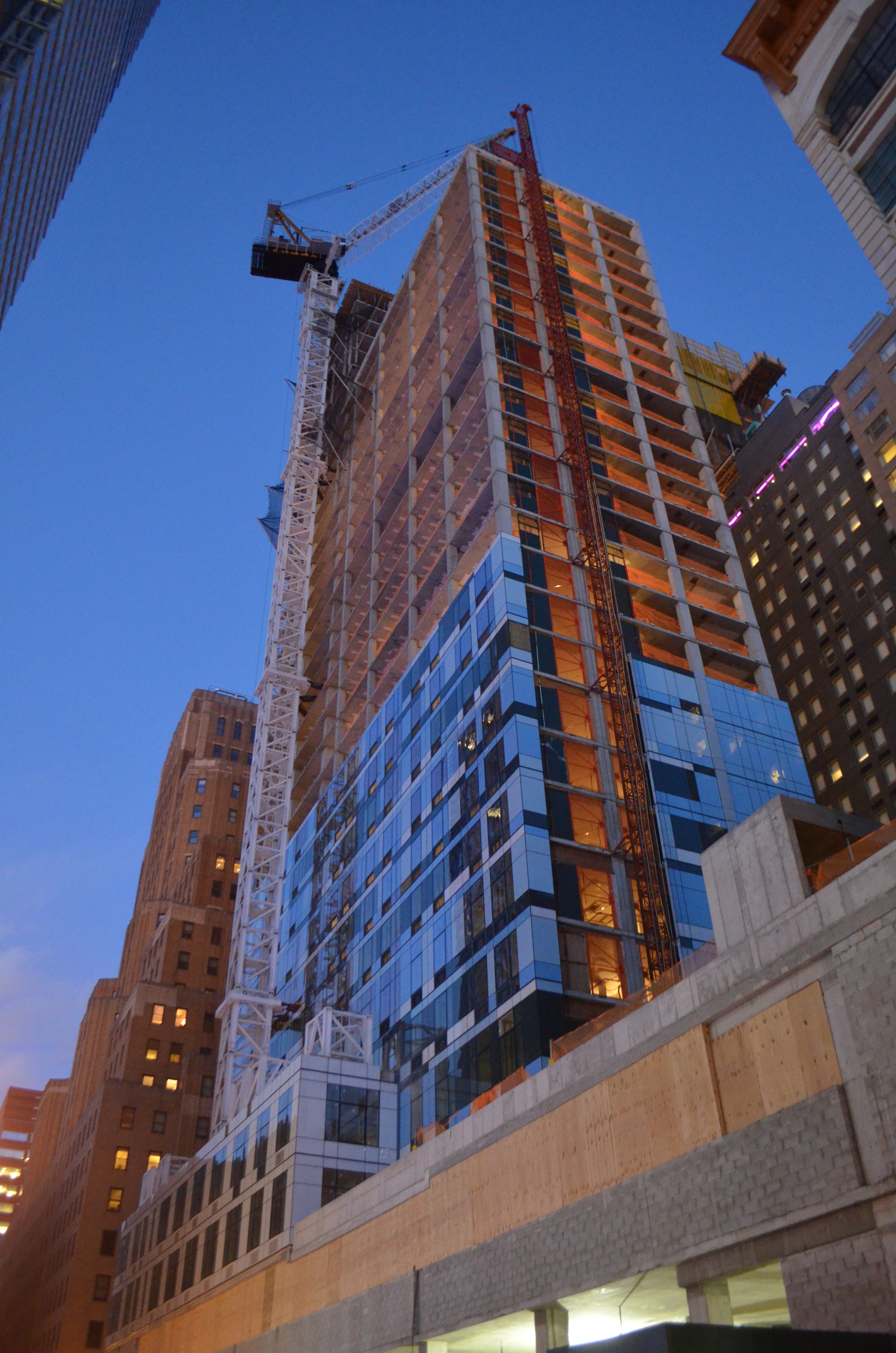
Torre en construcción en 2014.
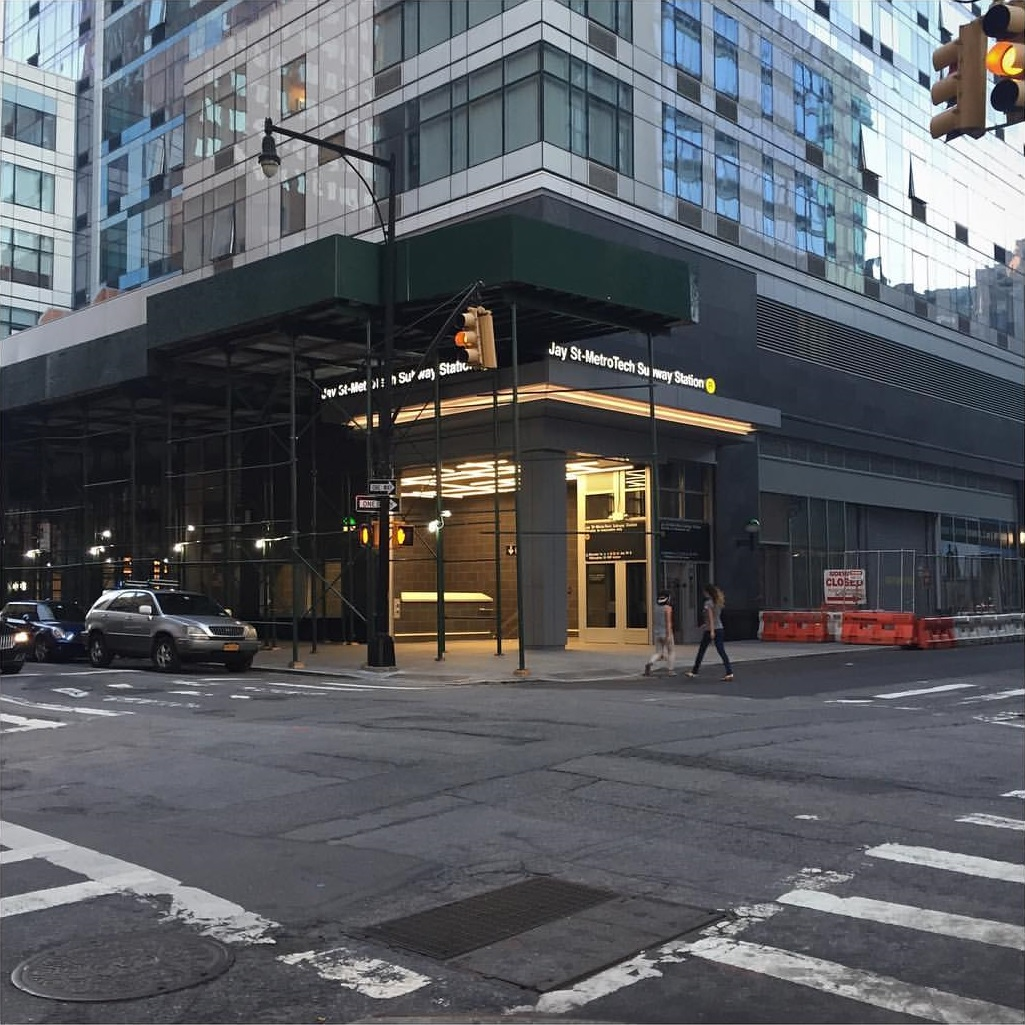
La nueva entrada del metro en 2016.